# Cristian Fabbiani
Cristian Gastón Fabbiani (Ciudad Evita, 3 de septiembre de 1983), apodado El Ogro, es un exfutbolista y entrenador argentino. Jugaba como delantero y su último equipo fue Deportivo Merlo de la Primera B Metropolitana. Actualmente dirige a Newell's Old Boys de la Primera División de Argentina. 

## Trayectoria

### Como jugador
Sus inicios como jugador remiten en el Club Social y Deportivo Liniers, club en el cual realizó parte de sus inferiores hasta el año 2001 cuando luego fue cedido a Lanús. Profesionalmente inició allí su carrera en Primera División, donde se destacó junto a su compañero de ataque Sebastián Leto. A partir de 2004 tuvo un buen paso por Palestino de Chile, equipo del que su tío Oscar Fabbiani es ídolo. Fue traspasado al CFR Cluj de Rumania, equipo en donde fue campeón de la Liga y de la Copa de Rumania en la temporada 2007/2008, anotando 11 goles en 29 partidos, un nivel bueno que le costaría recuperar. 
Al comenzar la 2008/2009, y después de haber disputado la primera fecha de la Liga Rumana y haber convertido un gol, se oficializó su regreso al fútbol argentino, más precisamente a Newell's Old Boys. La operación fue un préstamo por un año y resultó ser un regreso triunfal.
En su nueva etapa en el fútbol argentino, desplegó jugadas que desconcertaron para mal, generando muchas críticas negativas de los aficionados por ser poco habituales en primera división, las llamadas jugadas de "amargo". Quizás la más recordada es una que pergeñó en el clásico contra Rosario Central, en la cual "robó" la pelota en el medio campo y con pisadas magistrales mareó a los rivales hasta rematar un tiro por encima del arco vacío.
Posteriormente, Fabbiani tuvo problemas con los directivos de Newell's Old Boys, ya que el club mantenía una deuda de us$ 250.000 con él, hacía ya algunos meses, situación que utilizó para forzar su salida del club, sabiendo que River Plate, club del cual es hincha desde pequeño, estaba interesado en contratarlo.
A pesar de que el club le pagó la deuda que la dirigencia anterior mantenía con él y con seis meses aún de contrato por el préstamo del club rumano, éste dijo que a Newell's Old Boys no volvería a jugar aunque tuviera que sufrir seis meses de inactividad y aludiendo que su problema no era la deuda, sino el deseo de estar cerca de su hija, en Buenos Aires, sin importar el club.
Luego de varias idas y venidas entre Newell's Old Boys y River Plate para cerrar el traspaso del delantero, sin llegar a un acuerdo, fue el Club Atlético Vélez Sársfield quien tomó la iniciativa para contratar al jugador, satisfaciendo las pretensiones económicas del club rosarino.
Con todo arreglado para incorporarse al equipo de Liniers, al mismo tiempo que elogiaba la seriedad y grandeza de la institución, echó hacia atrás la operación al momento de tener que realizarse la revisión médica diciendo que sólo podría jugar en River Plate debido a su amor por la institución y que caso contrario estaría inactivo.
Finalmente el día 4 de febrero de 2009 se anunció que "El Ogro" finalmente ficharía por River Plate al haberse ambos clubes puesto de acuerdo en la parte económica más la cesión de Santiago Salcedo por parte de la institución de Núñez.
En la primera fecha del Clausura 2009, salió al Estadio Monumental junto con Marcelo Gallardo en su segundo regreso como jugador, con una camiseta de River, con el lema: "Por amor a River". Así, dando a conocer finalmente, uno de los traspasos más extraños del fútbol argentino. Su contratación causó furor entre los simpatizantes de River Plate, e inclusive el músico Javier Montes le compuso una canción llamada "La Banda del Ogro".
Su debut en el conjunto millonario fue por Copa Libertadores frente a Nacional de Paraguay, entrando a los 14 minutos del segundo tiempo y ayudando a conseguir el gol de la victoria cerca del final en una jugada controvertida que terminó a los pies de Diego Buonanotte. El 15 de febrero de 2009, en su segundo partido con River Plate (primero por el Clausura 2009), anotó el segundo de los goles con los que su equipo le ganó a Rosario Central en Rosario por 2-1.
Sin embargo, en los siguientes meses la imagen de "El Ogro" fue deteriorándose progresivamente, merced a su pobre rendimiento deportivo sumado a su alto perfil mediático. Finalmente el 4 de diciembre de 2009 el director técnico del Club Atlético River Plate, Leonardo Astrada le comunicó que no lo tendría en cuenta para lo que restaba del torneo ni para el campeonato siguiente.
El 14 de mayo de 2010 Fabbiani llega al puerto de Veracruz para enfundarse la camiseta del equipo mexicano Tiburones Rojos de la Liga de Ascenso de México. A finales de junio de 2010, la comisión directiva del club mexicano emitió un comunicado informando que no contrataría al goleador argentino. Cuando regreso a Argentina firmó para jugar una temporada en All Boys.
Después de desvincularse de All Boys, firmó para Independiente Rivadavia que juega en la B Nacional donde marcó un gol frente al club Aldosivi. En agosto de 2011 volvió a protagonizar dos hechos extrafutbolísticos: fue agredido por aficionados de su nuevo club durante un entrenamiento y tuvo un fuerte cruce de declaraciones con su excompañero Paulo Ferrari.
En septiembre de 2012 casi se le rescinde su vínculo con Independiente Rivadavia debido al disconformismo de las autoridades del club con su estado físico, pero finalmente optaron por mantenerlo en el plantel por un pedido de sus compañeros de equipo y su DT. Finalmente es despedido en el año 2013 de Independiente Rivadavia por su sobrepeso (94kg).
El 3 de febrero de 2015 firmó contrato con Estudiantes de San Luis para disputar la temporada 2015 de la B Nacional, volviendo así a la actividad profesional. Sin embargo, le detectaron un tumor en el gemelo de la pierna derecha, por lo que debió ser operado.A fines de 2015 firmó para Liga de Portoviejo, de la Segunda División de Ecuador.
En julio de 2016, fichó para el Deportivo Merlo de la Primera C.Luego de dos temporadas, se marchó al Universitario de Panamádonde disputó un solo encuentro y regresó al club argentino en septiembre de 2018.El 7 de octubre de 2020, anunció su retiro del fútbol profesional.

### Como entrenador
El 25 de junio de 2021, inició su primera experiencia como entrenador en Fénix de la Primera B Metropolitana.En junio de 2022, dejó su cargo de común acuerdo con los directivos del club luego de haber dirigido 33 encuentros.
El 14 de junio de 2022, fue oficializado como entrenador del Deportivo Riestra.El 23 de abril de 2023, fue relevado de sus funciones luego de caer ante Chacarita Juniors por 4-2.
En abril de 2023, fue anunciado como técnico del Deportivo Merlo.Luego de salvar al club del descenso, anunció que no continuaría en el cargo de cara a la temporada 2024.
El 7 de febrero de 2024, inició su segunda etapa en Deportivo Riestra y reemplazó a Matías Módolo.Luego de un año en el cargo, el club oficializó su salida en febrero de 2025.
En febrero de 2025, asumió al frente de Newell's Old Boys.

## Estadísticas

### Como jugador
| CA Lanús Argentina | 1.ª                 | 2002                | 4   | 0  | — | — | —  | — | 4   | 0  | 0,00 |
| CA Lanús Argentina | 1.ª                 | 2002-03             | 1   | 0  | — | — | —  | — | 1   | 0  | 0,00 |
| CA Lanús Argentina | 1.ª                 | 2003                | 6   | 0  | — | — | —  | — | 6   | 0  | 0,00 |
| CD Palestino · Chile | 1.ª                 | 2004                | 25  | 16 | 2 | 2 | —  | — | 27  | 18 | 0.67 |
| CA Lanús Argentina | 1.ª                 | 2005                | 16  | 6  | — | — | —  | — | 16  | 6  | 0.38 |
| CA Lanús Argentina | 1.ª                 | 2005-06             | 20  | 8  | — | — | —  | — | 20  | 8  | 0.40 |
| Beitar Jerusalén Israel | 1.ª                 | 2006                | 6   | 0  | — | — | —  | — | 6   | 0  | 0,00 |
| CA Lanús Argentina | 1.ª                 | 2006-07             | 22  | 1  | — | — | 1  | 0 | 23  | 1  | 0.04 |
| CA Lanús Argentina | Total club          | Total club          | 69  | 16 | 0 | 0 | 1  | 0 | 70  | 16 | 0.23 |
| CFR Cluj · Rumania | 1.ª                 |                     |     |    |   |   |    |   |     |    |      |
| CFR Cluj · Rumania | 1.ª                 | 2007-08             | 28  | 11 | 2 | 0 | 2  | 0 | 32  | 11 | 0.34 |
| CFR Cluj · Rumania | 1.ª                 | 2008                | 1   | 1  | — | — | —  | — | 1   | 1  | 1,00 |
| CFR Cluj · Rumania | Total club          | Total club          | 29  | 12 | 2 | 0 | 2  | 0 | 33  | 12 | 0.36 |
| Newell's Old Boys Argentina | 1.ª                 | 2008                | 15  | 5  | — | — | —  | — | 15  | 5  | 0.33 |
| River Plate Argentina | 1.ª                 |                     |     |    |   |   |    |   |     |    |      |
| River Plate Argentina | 1.ª                 | 2009                | 16  | 2  | — | — | 5  | 0 | 21  | 2  | 0.10 |
| River Plate Argentina | 1.ª                 | 2009                | 9   | 0  | — | — | 2  | 1 | 11  | 1  | 0.09 |
| River Plate Argentina | Total club          | Total club          | 25  | 2  | 0 | 0 | 7  | 1 | 32  | 3  | 0.09 |
| All Boys Argentina | 1.ª                 | 2010-11             | 14  | 2  | — | — | —  | — | 14  | 2  | 0.14 |
| Independiente Rivadavia Argentina | 2.ª                 |                     |     |    |   |   |    |   |     |    |      |
| Independiente Rivadavia Argentina | 2.ª                 | 2011-12             | 18  | 7  | — | — | —  | — | 18  | 7  | 0.39 |
| Independiente Rivadavia Argentina | 2.ª                 | 2012-13             | 12  | 2  | 1 | 0 | —  | — | 13  | 2  | 0.15 |
| Independiente Rivadavia Argentina | Total club          | Total club          | 30  | 9  | 1 | 0 | 0  | 0 | 31  | 9  | 0.29 |
| Sport Boys Warnes · Bolivia | 1.ª                 | 2014                | 8   | 0  | — | — | —  | — | 8   | 0  | 0,00 |
| Estudiantes de San Luis Argentina | 2.ª                 | 2015                | 13  | 3  | — | — | —  | — | 13  | 3  | 0.23 |
| Liga de Portoviejo · Ecuador | 2.ª                 | 2016                | 5   | 1  | — | — | —  | — | 5   | 1  | 0.20 |
| Deportivo Merlo Argentina | 4.ª                 | 2016-17             | 32  | 7  | — | — | —  | — | 32  | 7  | 0.22 |
| Deportivo Merlo Argentina | 4.ª                 | 2017-18             | 30  | 6  | — | — | —  | — | 30  | 6  | 0.20 |
| CD Universitario · Panamá | 1.ª                 | 2018                | 1   | 0  | — | — | 2  | 0 | 3   | 0  | 0,00 |
| Deportivo Merlo Argentina | 4.ª                 | 2018-19             | 28  | 11 | — | — | —  | — | 28  | 11 | 0.39 |
| Deportivo Merlo Argentina | 4.ª                 | 2019-20             | 15  | 4  | — | — | —  | — | 15  | 4  | 0.27 |
| Deportivo Merlo Argentina | Total club          | Total club          | 104 | 28 | 0 | 0 | 0  | 0 | 104 | 28 | 0.27 |
| Total en su carrera | Total en su carrera | Total en su carrera | 678 | 94 | 5 | 2 | 12 | 1 | 678 | 97 | 0.27 |
| (1) Las copas nacionales se refiere a la Copa del Rey (2001-09); Copa de Grecia (2009-10) y Copa Argentina (2013). (2) Las copas internacionales se refiere a la Copa de la UEFA (2002-03). (3) Media de goles por encuentro. No incluye goles en partidos amistosos. |                     |                     |     |    |   |   |    |   |     |    |      |

### Como entrenador
| Equipo                      | Div.                 | Temporada            | Estadísticas | Estadísticas | Estadísticas | Estadísticas | Estadísticas | Estadísticas | Estadísticas | Estadísticas | Estadísticas |
| Equipo                      | Div.                 | Temporada            | PJ           | G            | E            | P            | GF           | GC           | DG           | Efectividad  | Puntos       |
| --------------------------- | -------------------- | -------------------- | ------------ | ------------ | ------------ | ------------ | ------------ | ------------ | ------------ | ------------ | ------------ |
| Fénix Argentina             | 3.ª                  |                      |              |              |              |              |              |              |              |              |              |
| Fénix Argentina             | 3.ª                  | 2021                 | 18           | 1            | 7            | 10           | 10           | 30           | -20          | 18.52%       | 10           |
| Fénix Argentina             | 3.ª                  | 2022                 | 15           | 5            | 6            | 4            | 15           | 13           | +2           | 46.67%       | 21           |
| Fénix Argentina             | Total                | Total                | 33           | 6            | 13           | 14           | 25           | 43           | -18          | 31.31%       | 31           |
| Deportivo Riestra Argentina | 2.ª                  |                      |              |              |              |              |              |              |              |              |              |
| Deportivo Riestra Argentina | 2.ª                  | 2022                 | 19           | 8            | 8            | 3            | 22           | 12           | +10          | 56.14%       | 32           |
| Deportivo Riestra Argentina | 2.ª                  | 2023                 | 11           | 3            | 3            | 5            | 15           | 18           | -3           | 36.36%       | 12           |
| Deportivo Riestra Argentina | Total                | Total                | 30           | 11           | 11           | 8            | 37           | 30           | +7           | 48.89%       | 44           |
| Deportivo Merlo Argentina   | 3.ª                  |                      |              |              |              |              |              |              |              |              |              |
| Deportivo Merlo Argentina   | 3.ª                  | Apertura 2023        | 6            | 1            | 0            | 5            | 2            | 15           | -13          | 16.67%       | 3            |
| Deportivo Merlo Argentina   | 3.ª                  | Clausura 2023        | 16           | 5            | 7            | 4            | 16           | 19           | -3           | 45.83%       | 22           |
| Deportivo Merlo Argentina   | Total                | Total                | 22           | 6            | 7            | 9            | 18           | 34           | -16          | 37.88%       | 25           |
| Deportivo Riestra Argentina | 1.ª                  |                      |              |              |              |              |              |              |              |              |              |
| Deportivo Riestra Argentina | 1.ª                  | Copa de la LPF 2024  | 11           | 3            | 3            | 5            | 8            | 13           | -5           | 36.36%       | 12           |
| Deportivo Riestra Argentina | 1.ª                  | 2024                 | 27           | 8            | 11           | 8            | 26           | 27           | -1           | 43.21%       | 35           |
| Deportivo Riestra Argentina | 1.ª                  | Copa Argentina 2024  | 1            | 0            | 0            | 1            | 0            | 1            | -1           | 0%           | 0            |
| Deportivo Riestra Argentina | 1.ª                  | Apertura 2025        | 6            | 2            | 3            | 1            | 7            | 3            | +4           | 50%          | 9            |
| Deportivo Riestra Argentina | Total                | Total                | 45           | 13           | 17           | 15           | 41           | 44           | -3           | 41.48%       | 56           |
| Deportivo Riestra Argentina | Total en Riestra     | Total en Riestra     | 75           | 24           | 28           | 23           | 78           | 74           | +4           | 44.44%       | 100          |
| Newell's Old Boys Argentina | 1.ª                  |                      |              |              |              |              |              |              |              |              |              |
| Newell's Old Boys Argentina | 1.ª                  | Apertura 2025        | 10           | 4            | 4            | 2            | 10           | 6            | +4           | 53.33%       | 16           |
| Newell's Old Boys Argentina | 1.ª                  | Copa Argentina 2025  | 3            | 2            | 1            | 0            | 5            | 2            | +3           | 77.78%       | 7            |
| Newell's Old Boys Argentina | 1.ª                  | Clausura 2025        | 5            | 1            | 3            | 1            | 5            | 5            | 0            | 40%          | 6            |
| Newell's Old Boys Argentina | Total                | Total                | 18           | 7            | 8            | 3            | 20           | 13           | +7           | 53.7%        | 29           |
| Total en sus equipos        | Total en sus equipos | Total en sus equipos | 148          | 43           | 56           | 49           | 141          | 164          | -23          | 40.99%       | 182          |

## Palmarés

### Como jugador

#### Campeonatos nacionales
| Título          | Club     | País    | Año     |
| --------------- | -------- | ------- | ------- |
| Liga I          | CFR Cluj | Rumania | 2007-08 |
| Copa de Rumania | CFR Cluj | Rumania | 2007-08 |